# Luis Escobar Aburto
Luis Antonio Escobar Aburto (Lima, 19 de junio  de 1969-Ventanilla, Callao, 8 de diciembre de 1987) fue un futbolista afroperuano que sobresalió como atacante. Es uno de los íconos de la generación de futbolistas jóvenes que pereció en la tragedia aérea del Club Alianza Lima. 
Formó parte de una gran camada de futbolistas nacidos en las canteras de Alianza Lima como Carlos Pacho Bustamante, José Pelé Casanova, Daniel Reyes, Milton Cavero, entre otros, con los que logró el Campeonato Metropolitano de 1985 y el Descentralizado de 1986. Posee el récord de ser el único futbolista peruano que fue seleccionado a la vez en 3 distintas selecciones en 1985: sub-16, sub-20 y absoluta.
Fue bautizado con el apelativo de Potrillo por el narrador deportivo Elejalder Godos, quien, por la similitud en su forma de correr, vio en Escobar a un equino en crecimiento. El sello inconfundible de Escobar fue el jugar con sus inolvidables tobilleras blancas, que las usó en memoria de las viejas glorias que vistieron las sedas blanquiazules. Falleció el 8 de diciembre de 1987 en la tragedia aérea del Club Alianza Lima en el mar de Ventanilla. 

## Biografía
Es hijo de la señora Carmen Escobar, su verdadero padre se apellida Aburto; pero fue reconocido y firmado solo por su madre, quien le dio su apellido. Vivió en el jr. Conchucos, Barrios Altos, en el Cercado de Lima. Jugó en el Club Alianza Lima desde la división infantil y obtuvo varios campeonatos juveniles como el Chabuca Granda.

## Trayectoria
Se inició en las divisiones menores del Club Alianza Lima y en 1984 es promovido al primer equipo debido a que el plantel principal realizaba una gira por Estados Unidos y Corea. Debutó en el fútbol profesional a los 14 años de edad el 26 de mayo de 1984 ante el Octavio Espinoza, del departamento de Ica, partido jugado en el Estadio Alejandro Villanueva del distrito de La Victoria. El 3 de marzo de 1985, anota su primer gol al clásico rival, Universitario de Deportes, en la portería defendida por el mundialista Ramón Quiroga, al cual venció de un certero cabezazo. 
Obtuvo el Campeonato Metropolitano de 1985 y el Descentralizado de 1986. 
En 1987 juega la Copa Libertadores de América frente al San Agustín y los equipos uruguayos Club Atlético Peñarol y Club Atlético Progreso, anotando un gol en ese certamen. 
Falleció el 8 de diciembre de 1987 en la tragedia aérea del Club Alianza Lima junto con 42 personas entre comando técnico, jugadores, barristas, árbitros y tripulación, tras retornar de la ciudad de Pucallpa, donde Alianza Lima se impuso al Deportivo Pucallpa y alcanzó la punta del Torneo Descentralizado de aquel año. Con apenas 18 años de edad, siendo el más joven en morir. Sus restos nunca fueron encontrados.
Con Alianza Lima, en total marcó 50 goles en 146 partidos.

## Selección nacional
En 1985 fue parte de la selección sub-16 que participó en el Campeonato Sudamericano Sub-16 en Argentina. Fue convocado a la selección sub-20 que participó en 1985 en Paraguay en el torneo Juventud de América. En 1986 participa en la selección juvenil en los Juegos Odesur de Chile. 
Estuvo en el Campeonato Sudamericano Sub-20 de 1987 en la ciudad de Armenia, Colombia, donde anota un gol. Ese año 1987 participó en el Torneo Preolímpico Sudamericano de 1988 en Santa Cruz, Bolivia, donde anota un tanto.
También fue convocado a la selección absoluta, pero no llegó a debutar oficialmente, salvo partidos amistosos.

## Perfil de jugador
Se desempeñaba como puntero zurdo, pero manejaba con habilidad ambas piernas, contaba con un certero remate de cabeza, era un delantero cimbreante, hábil, encarador, pícaro, zigzagueante, todo un delantero completo. Su porte era atlético y su estatura era mediana. Era considerado la mayor promesa del Club Alianza Lima, inclusive como el sucesor del gran Teófilo el Nene Cubillas. De carácter rebelde, poseía una inigualable fe en sí mismo, incluso a sus compañeros les apostaba las jugadas que luego plasmaba en el terreno de juego, lo que le valió para ganarse el respeto y la admiración del grupo.

## Estadísticas

### Clubes
| Club | Div.          | Temporada     | Liga (1) | Liga (1) | Copas nacionales | Copas nacionales | Torneos internacionales (2) | Torneos internacionales (2) | Total (3) | Total (3) | Media goleadora |
| Club | Div.          | Temporada     | Part.    | Goles    | Part.            | Goles            | Part.                       | Goles                       | Part.     | Goles     | Media goleadora |
| --- | ------------- | ------------- | -------- | -------- | ---------------- | ---------------- | --------------------------- | --------------------------- | --------- | --------- | --------------- |
| Alianza Lima · Perú | 1.ª           | 1984          | 18       | 3        | —                | —                | —                           | —                           | 18        | 3         | 0,16            |
| Alianza Lima · Perú | 1.ª           | 1985          | 41       | 14       | —                | —                | —                           | —                           | 41        | 14        | 0,34            |
| Alianza Lima · Perú | 1.ª           | 1986          | 35       | 11       | —                | —                | —                           | —                           | 35        | 11        | 0,31            |
| Alianza Lima · Perú | 1.ª           | 1987          | 24       | 13       | —                | —                | 6                           | 1                           | 30        | 14        | 0,46            |
| Alianza Lima · Perú | Total club    | Total club    | 118      | 41       | 0                | 0                | 6                           | 1                           | 124       | 42        | 0,34            |
| Total carrera | Total carrera | Total carrera | 118      | 41       | 0                | 0                | 6                           | 1                           | 124       | 42        | 0,34            |
| (1) Incluye datos de las instancias definitorias contempladas en las bases de cada competición. (2) Incluye datos de la Copa Libertadores. (3)No incluye datos de partidos amistosos. |               |               |          |          |                  |                  |                             |                             |           |           |                 |

## Palmarés

### Torneos cortos
| Título                 | Club         | País | Año  |
| ---------------------- | ------------ | ---- | ---- |
| Campeón Metropolitano  | Alianza Lima | Perú | 1985 |
| Torneo Descentralizado | Alianza Lima | Perú | 1986 |
| Torneo Descentralizado | Alianza Lima | Perú | 1987 |

## Curiosidades
- Se le conoció con los apelativos de Potrillo, Pichón y Negro. En la interna de Alianza Lima, lo llamaban la Figura. En el distrito de la Victoria, era conocido junto con sus contemporáneos del club aliancista como los cotizados.
- Es el jugador peruano más joven en debutar en clásicos el 26 de agosto de 1984 con tan solo 14 años. (Más de uno dice que tenía dieciséis o diecisiete años).
- Le anotó 7 goles a su clásico rival, Universitario de Deportes, y se dice que mandó al retiro al arquero mundialista Ramón Quiroga, tras la estrepitosa goleada de Alianza Lima sobre Universitario por 5 a 1 el 28 de diciembre de 1986 donde Escobar hizo 2 goles, con lo cual Escobar se vengó del penal que le atajó Quiroga en la semifinal del Campeonato Regional de 1985.[3]
- Anotó un gol de chalaca al Unión Huaral en la portería custodiada por otro mundialista, Eusebio Acasuzo, el 11 de julio de 1987.
- Odiaba que lo compararan con Teófilo el Nene Cubillas; él señalaba que «Escobar era único».
- Gracias a su imborrable recuerdo, todo jugador de las divisiones inferiores o juvenil del Club Alianza Lima es llamado potrillo en su honor.
- Tras el accidente aéreo del 8 de diciembre en el mar de Ventanilla, sus restos jamás fueron encontrados.